# 马丁·布策
馬丁·布策（德語：Martin Butzer，又译马丁·比塞、马丁·布塞爾，1491年—1551年），文艺复兴时期欧洲新教神学家和改革家。
馬丁·布策出生于阿尔萨斯的塞莱斯塔，当时是神圣罗马帝国的一个帝国自由城市。他曾是道明会修士，因受馬丁·路德影响欲改革维桑堡教会而被天主教会处以绝罚，被迫逃往斯特拉斯堡。1549年他被輾轉英国，执教于剑桥大学讲授神学之前，参加过若干次宗教会议，試圖調解慈運理與路德之間的爭執，來促進德國與瑞士改革派教會的聯合，幾次在哈根諾、沃木斯和拉提斯本參加與羅馬天主教和解的會議，可惜未成功。他死后，女王玛丽一世命令破坏其墓地，焚毁了他的尸体，然而，伊丽莎白一世后来又重修了他的坟墓。

## 生平簡述
布策1491年生於神聖羅馬帝國)境內的阿尔萨斯（當時德南，今法國）,1508年正式加入道明會成為修士。曾在海德堡、美因茨 等地修讀神學，1518年布策進入海德堡大學，受到同屬道明會的阿奎那經院主義及當時人文主義的影響非常深。
- 1518年4月底，27歲的布策首次見到年長8歲的路德;當時路德受海德堡邀請，為其改革思想辯論，提出著名的「十架神學」。[3]因著路德的影響，布策離開經院哲學，逐漸轉向新教改革，並於1521年4月布策正式脫離道明會，1522年中與前修女伊莉莎白（Elisabeth Silbereisen, d. 1541）結婚。此後布策公開其路德追隨者的新教身分，在维桑堡積極傳講改革言論，更因此激怒當局，致同年遭天主教會絕罰。
- 成為一無所有的難民，布策1523年4月流亡到斯特拉斯堡，得到策爾（Matthaus Zell,1477-1548）的支持及接納，並在不久後成為該城改革運動的實質領袖，將31歲至57歲長達26年的黃金歲月貢獻給斯特拉斯堡( 1523-1549), 亦成為該城影響力最大的宣講者、作者、外交人員和教育者。1549年4月應坎特伯里大主教克蘭默（Thomas Cranmer, 1489-1556）邀約前往英格蘭，於劍橋大學擔任神學教授。
- 布策家很靠近瑞士的邊界，所以他先受到慈運理神學的影響；而這事使他後來成為一位中庸的神學家。然而，加爾文的神學雖然建立在路德及慈運理，更是站在布策的肩膀上，借重他們很多地方。[4]長老教會所頒布的禮拜儀式(倡導者約翰加爾文)，即是受到慈運理派的改教神學家布策影響頗深。[5]在宗教改革如火如荼進行時，布策本人於德國的史特拉斯堡潛心投入改革派禮拜儀式的編輯。當他於1537年在德國完成史特拉斯堡禮拜儀式（Strasbourg Rites）後，加爾文則於1540年將之全盤引用，成為長老教會禮拜儀式發展的藍本。[6]
- 然而，布策的影響力除了源自他的神學理念外，也來自他的教牧實踐。1551年2月28日半夜布策安息，享年59歲。不到60歲的一生中，布策扮演多重角色:牧者、學者、教會改革者，還有一個極重要的腳色，神學分歧的協調者。

## 追求和睦
在16世紀宗教改革運動中，風起雲湧的世代，開始沒多久各方意見就不是如此相同。就其中兩位領袖，路德與慈運理(Huldrych Zwingli,1484-1531)年紀相仿，1520年代40歲上下的兩人，已分別成為德國及瑞士的宗教改革運動領袖，卻因著神學教義上的不同意見，產生幾多的爭辯。生於1491年的布策，比兩位前輩年輕7歲，卻扮演和平之子得角色，致力調解路德與慈運理兩人的歧見與紛爭。1520年代中後期，路德與慈運理對於聖餐論各執一詞，且兩人漸趨極端。布策自1529年開始居中協調，既要取得路德這位對手方領袖的首肯，更需要承擔被己方同路人不信任的風險。雖然布策一再奔走，但是努力卻難有明顯果效。然而，讓人感到敬佩的是，即便是遇到了重重阻礙，布策仍持續的盡其所能地使人和睦，雖然有時被批評過於妥協，沒有確定的立論；但是，布策尋求和睦的決心和努力卻值得讓人尊敬。